# Viadanica
Viadanica – miejscowość i gmina we Włoszech, w regionie Lombardia, w prowincji Bergamo.
Według danych na styczeń 2009 gminę zamieszkiwało 1130 osób przy gęstości zaludnienia 207,7 os./1 km².